# Первая московская гимназия (обсерватория)
Обсерватория «Первая московская гимназия» — частная астрономическая обсерватория, открытая в декабре 2004 года в поселке Липки, Московская область, Россия.

## Руководители обсерватории
- 2005—2009 года — Короткий Станислав Александрович

## История обсерватории
Постройка обсерватории была предложена Батуриной Еленой Николаевной на территории частного среднего учебного заведения НОУ «Первая Московская Гимназия». Обсерватория была построена в виде башни, высотой в 15 метров, пристроенной к физкультурно оздоровительному комплексу. Основным инструментом обсерватории был выбран 40-см телескоп системы Шмидт-Кассегрена производства фирмы MEADE. Введена в строй обсерватория была в декабре 2004 года. На этапе ввода в эксплуатацию поддержку осуществлял Московский Планетарий. Весной 2005 года на должность заведующего обсерваторией был приглашен Станислав Короткий. Обсерватория в основном использовалась для образовательных мероприятий с участием школьников. Проводились массовые ночные экскурсии. Осенью 2006 года временно был приглашен для работы на обсерватории Денис Денисенко. За 2 месяца активной работы Денис успел получить 20 октября 2006 года код Центра Малых Планет (MPC) за номером «B16». Это была только вторая обсерватория на территории России, получившая код MPC в XXI веке. После ухода С. Короткого с должности заведующего обсерваторией наблюдения практически прекратились.

## Инструменты обсерватории
- Meade 16" LX200GPS-SMT (D = 400 мм, F = 4000 мм)

## Направления исследований
- Астрометрия астероидов
- Фотометрия переменных звезд